# Puerto Bastiani

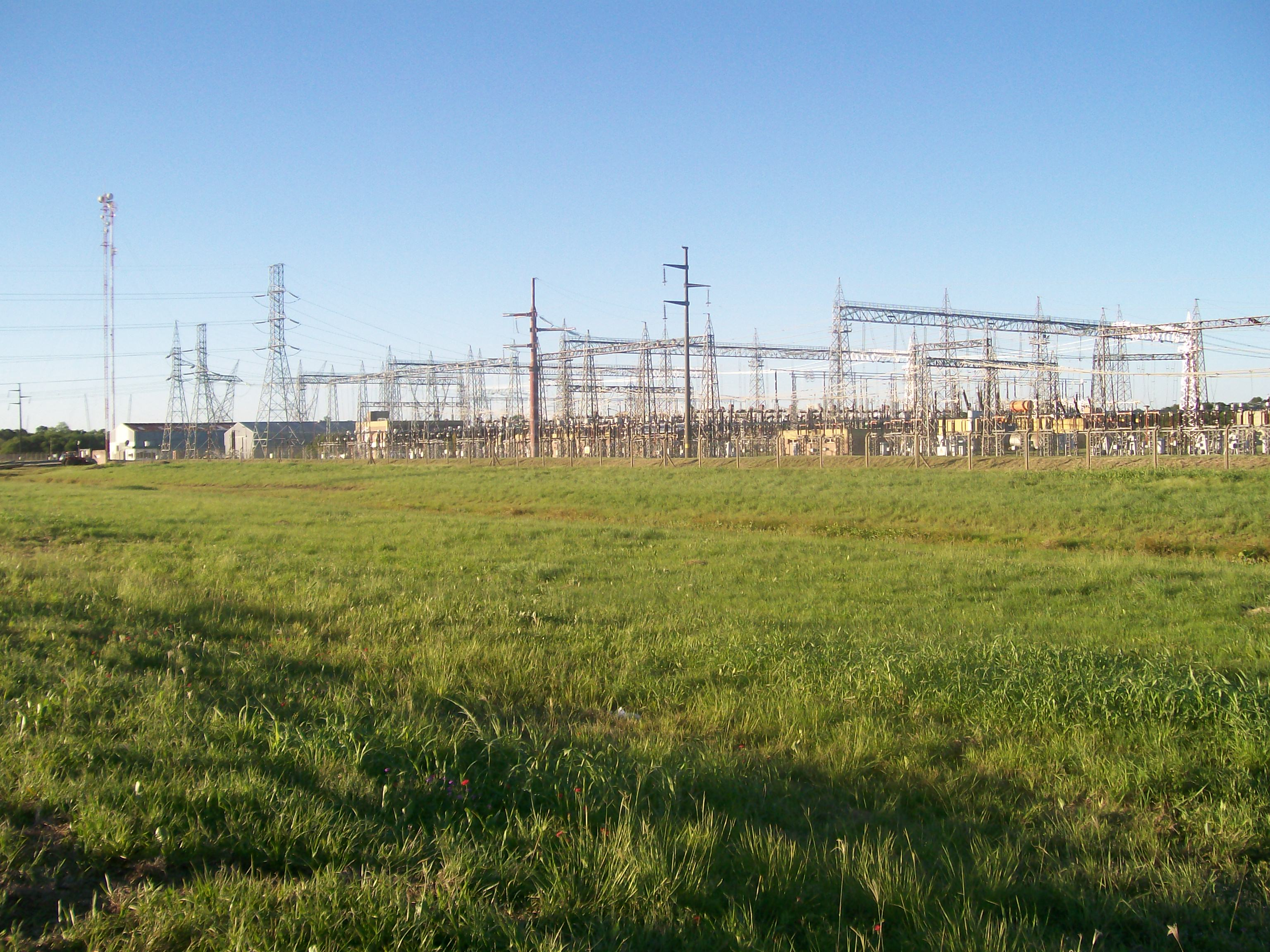
Estación transformadora de Puerto Bastiani, principal centro de distribución energética de la Provincia del Chaco.

Puerto Bastiani es una localidad argentina situada en el sudeste de la Provincia del Chaco, en el departamento Libertad. Depende administrativamente del municipio de Colonia Popular, de cuyo centro urbano dista unos 6 km.
Puerto Bastiani fue una de las primeras colonias rurales de la Provincia del Chaco. La estación transformadora de energía eléctrica ubicada en ella abastece a las provincias del Chaco y Formosa. El río Negro atraviesa la zona, debiéndose el nombre de puerto a un embarcadero sobre dicho curso de agua.

## Estación transformadora
La estación transformadora abastece al Gran Resistencia y gran parte de Formosa. Un tendido en 2010 en construcción vincula energéticamente a esta estación con el noroeste del país.

## Instituciones
Cuenta con un establecimiento de educación primaria.
EEP N° 8 Dr. Julian L Acosta

## Vías de comunicación
La principal vía de comunicación es la un camino de tierra que se corresponde con el antiguo trazado de la Ruta Nacional 16, que la comunica al sudeste con Puerto Tirol y al noroeste con la mencionada ruta y Colonia Popular.

## Población
Según el INDEC, Puerto Bastiani no constituía un centro urbano en los nacionales de 2001 y 2010 por lo que no hay datos de población.